# Cattedrale di Nostra Signora del Rosario (Willemstad)
La cattedrale di Nostra Signora del Rosario (in inglese: Queen of the Most Holy Rosary Cathedral; in olandese: Heilige Rozenkrans kathedraal) è la chiesa cattedrale della diocesi di Willemstad, si trova a Willemstad, la capitale di Curaçao.
La chiesa è stata costruita nel 1870 nel quartiere di Pietermaai. Il 28 aprile 1958 è stata elevata a cattedrale contestualmente all'erezione della diocesi di Willemstad. Dal 1997 è patrimonio mondiale dell'Unesco come parte della zona storica della città e del porto di Willemstad.